# Dimeria guangxiensis
Dimeria guangxiensis là một loài thực vật có hoa trong họ Hòa thảo. Loài này được S.L.Chen & G.Y.Sheng mô tả khoa học đầu tiên năm 1993.